# Edificio Girasol
El edificio Girasol es un conjunto de viviendas ubicadas en Madrid diseñadas por el arquitecto español José Antonio Coderch. Se encuentra ubicado en la esquina de la calle Ortega y Gasset con Lagasca en el barrio de Salamanca. El edificio fue construido en el año 1966. El diseño capaz de aprovechar al máximo la luz diurna, al igual que los girasoles, le valió la denominación.

## Características
Una de las características innovadoras de la época es el diseño de cada vivienda, que posee la existencia de ascensores de acceso privado. El diseño consideró el aprovechamiento de la luz diurna, es por esta razón por la que se denominó Edificio Girasol. Este aprovechamiento se realiza mediante un giro del eje de cada vivienda hacia el mediodía, calculándose este giro en función de las posiciones favorables y desfavorables del sol a lo largo del día y del año.
La fusión del racionalismo con el organicismo es una de las características de este edificio. El arquitecto José Antonio Coderch está buscando junto a los arquitectos del equipo Team 10 nuevos parámetros para mejorar las especificaciones del estilo internacional. En el edificio Girasol Coderch busca la luz con los quiebros de la fachada, orientando las ventanas hacia el sol de mediodía.
Este edificio representa en su conjunto, alzados, planta y secciones, los objetivos de innovación que Coderch incorpora a su arquitectura y que han servido de inspiración a la siguiente generación de arquitectos.